# جزيرة بيوكانغ
جزيرة بيوكانغ وهي جزيرة من جزر إندونيسيا، وتقع في إقليم بنتن.